# 正木ひろし
正木 ひろし（まさき ひろし、 1896年〈明治29年〉9月29日 - 1975年〈昭和50年〉12月6日）は、日本の弁護士。

## 人物

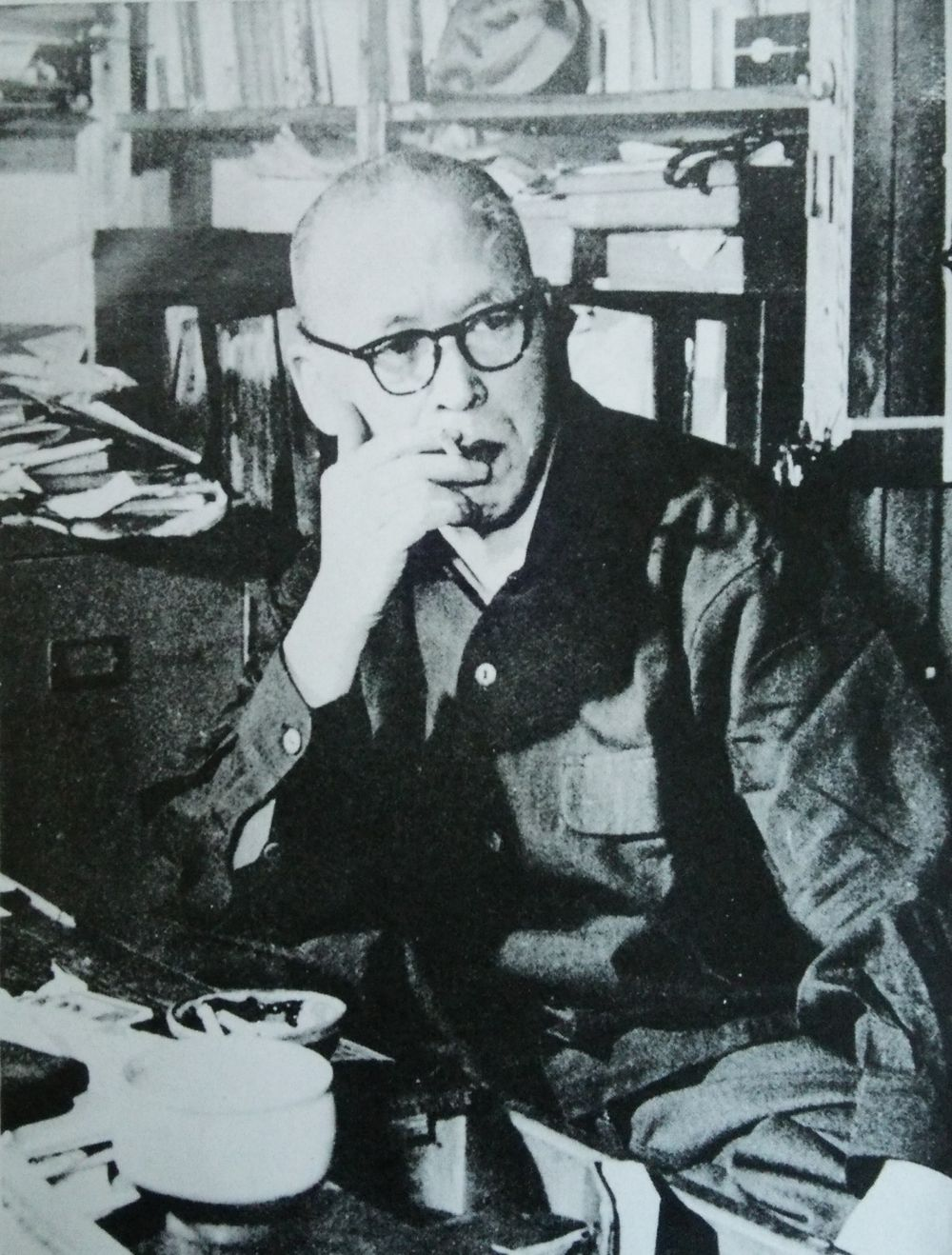
『真夜中の来訪者』（現代社、1956年）より

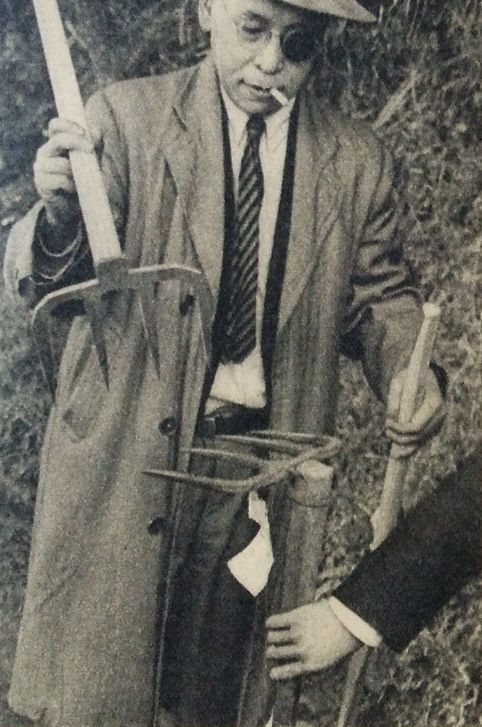
万能事件の現場検証時（1952年）

第二次世界大戦前より軍国主義批判を繰り広げ、戦時中には官憲による拷問を告発した首なし事件で有名となった。戦後も多くの反権力裁判、冤罪裁判に関与した。1953年に発生した八海事件の弁護を担当。同事件についての著書『裁判官』はベストセラーとなり、『真昼の暗黒』という題名で映画化された。
敬虔なキリスト教徒としても知られていた。
本名は旲（ひろし）であるが、自ら「正木ひろし」「まさき・ひろし」の表記を好んで用いた。

## 生涯

### 弁護士開業まで
1896年（明治29年）、東京府東京市本所区（現在の東京都墨田区）林町に生まれる。父の義淏は元幕臣の家の出で、のちに正木氏の婿養子となった郵便局員。母は東京府高等女学校を卒業後、小学校教員として勤務していたが、正木が6歳のとき肺結核で病没している。
府立三中（都立両国高校の前身。同学年に蜷川虎三〈京都大学教授、京都府知事〉がいた。）、旧制第八高等学校（名古屋大学の前身）理科中退、旧制第七高等学校（鹿児島大学の前身）第一部英法科を卒業。1920年（大正9年）、東京帝国大学法学部に入学。同大学在学中から千葉県立佐倉中学校（佐倉高校の前身）、長野県飯田中学校（飯田高校の前身）の英語教員として勤務。1923年3月、大学卒業後の1925年には弁護士事務所を東京・麹町に開業した。主に民事事件を扱い経済的には裕福だったという。また一種の受験ノウハウ本『上級学校選定より突破まで』を著したりもした。

### 個人雑誌「近きより」
1937年（昭和12年）、個人雑誌『近きより』を発刊。正木自身の「発刊の言葉」によれば、雑誌発行の目的は「自らの公共心と社交性の満足」のためであるという。当初は弁護士という職業柄「法律問答」などの記事、また交友を広げるという意味からか「お婿さん募集」「書生希望者紹介」などの雑記事も多かった。
1939年4月、一か月にわたり旅行した戦地である中国大陸にて、正木は日本軍将兵が中国人を抑圧する有様を目撃する。彼が「近きより」に（注意深い筆致で）著した旅行記は検閲、発禁の対象となる。以後、正木はこの雑誌を拠点として、時の首相東條英機への苛烈な批判など、日本の行く末を憂える言説を繰り広げることとなる。度重なる廃刊要請を無視して「近きより」はほぼ月刊を維持、敗戦後の1949年まで発行された。
なお雑誌寄稿者中には長谷川如是閑、内田百閒、武者小路実篤、馬場恒吾、読後感想を寄せた購読者には宇垣一成、小林一三、坪田譲治、藤田嗣治、三木清、萩原朔太郎、ラス・ビハリ・ボースなどの名前もあり、正木の交友関係の広さをうかがわせる。
1944年、警察による被疑者への暴行致死疑惑（首なし事件）が発生した時は、取調べ中に死亡した被疑者の遺体の首を持ち帰って医師の鑑定をし、特別公務員暴行陵虐致死罪で警察官を告発。「近きより」紙上でもキャンペーンを張るなど、当時は公然の秘密だった官憲の拷問というタブーに立ち向かったことで注目された。警察官は1955年に有罪が確定した。

### 敗戦後の正木
戦後の正木は教員時代からの反天皇制主義の姿勢を明確にし、プラカード事件の弁護を行うなど共和主義の立場から先鋭な言論を展開した。また、八海事件など数多くの冤罪事件の弁護を担当。自身は反共主義者でありながら三鷹事件と菅生事件では共産党員の被告人を弁護するなど、反権力派弁護士として幅広い活動を続けた。
丸正事件では1960年の最高裁判所による有罪確定直後に、判決確定者以外を真犯人であるとして名指しする『告発　犯人は別にいる』（鈴木忠五との共著）を出版。それによって翌年に名誉毀損罪で起訴された。正木は「刑事弁護人は、時に自らの職を賭して弁護しなければならないときがある」と主張していたが、同刑事裁判で一審、控訴審とも有罪判決を受け、その上告中の1975年、満79歳で他界した。墓所は亀戸の宝蓮寺。正木は他界した時点で、高裁で有罪判決を受けて上告中の刑事被告人の地位にあった。
死去後の1979年、旺文社文庫から刊行された完全版『近きより』(全5巻) が、毎日出版文化賞特別賞を受賞。

## 関係した主な事件
首なし事件（1944年）事件の告発から被告人の有罪が確定した上告審（第三次）まで。
プラカード事件（1946年）一審から被告人が免訴された上告審まで。
唐紙事件（1949年）上告審の弁護を担当したが、被告人の有罪が確定した。
贓物衣料切符事件（1949年）控訴審から被告人の無罪が確定した差戻し審まで。
三鷹事件（1949年）一審から弁護を担当し、一審判決は正木の主張どおりに被告人10人中9人が無罪となったが、全員無罪を主張する他の弁護人らと意見が衝突し、一審判決後に弁護団を脱退。
八海事件（1951年）控訴審（第一次）判決後から被告人らの無罪が確定した上告審（第三次）まで。
観音堂事件（1951年）有罪確定後に再審請求を行い、その後の再審で被告人の無罪が確定した。
チャタレー事件（1951年）一審から被告人らの有罪が確定した上告審まで。
万能事件（1951年）控訴審から被告人の有罪が確定した上告審まで。
白鳥事件（1951年）控訴審判決後の一時期に上告趣意書の補充に協力したが、弁護団には加わっていない。
菅生事件（1952年）控訴審から被告人らの無罪が確定した上告審まで。
石和事件（1953年）一審から被告人の無罪が確定した控訴審まで。
三里塚事件（1954年）控訴審から被告人の有罪が確定した上告審までと、その後の再審請求（のちに棄却）。
丸正事件（1955年）上告審から弁護を担当したが被告人らの有罪が確定。さらに事件の真犯人は被害者の親族らであると名指しで告発したために名誉棄損で正木自身が有罪判決を受けた（のちに公訴棄却のため未確定）。三里塚事件及び丸正事件の上告審で最高裁判所調査官になった吉川由己夫（1910-?）は、飯田中学校での教え子の一人。

## 著書
- 『上級学校選定より突破まで』（木星社書院　1930年）
  - 『志望選定秘訣五十箇条』（三成社　1934年）
  - 『受験必勝秘訣五十ケ条』（三成社　1934年）（上書の分冊改編）
- 『人生断章』（長崎書店　1942年）（1978年、藤森書店から増補改訂版が再版）
- 『倫理と論理』（一隅社　1947年）
- 『日本人の良心』（筑摩書房　1949年）
- 『今日の愛国心　ヒューマニズムの立場から』（三啓社　1952年）（編著）
- 『弁護士さん』（東洋経済新報社　1953年）
- 『裁判官　―人の命は権力で奪えるものか―』（カッパ・ブックス　1955年）
- 『検察官　―神の名において、司法殺人は許されるか―』（カッパ・ブックス　1956年）
  - 『「裁判官」「検察官」　冤罪裁判とのたたかい』（現代史出版会　1977年）（上2冊の合本）
- 『真夜中の来訪者』（現代社　1956年）
- 『わが法廷闘争』（現代社　1956年）
- 『ある殺人事件　―法医学への挑戦―』（カッパ・ブックス　1960年）
  - 『冤罪の証明』（旺文社文庫　1981年）（上書の改題）
- 『告発　―犯人は別にいる―』（実業之日本社　1960年）（鈴木忠五との共著）
- 『弁護士案内』（実業之日本社　1961年）（森長英三郎との共著）
  - 『弁護士の選び方』（フロンティア・ブックス　1964年）（上書の増補版）
- 『事件・信念・自伝』（実業之日本社　1962年）（1999年、日本図書センターから再版）
- 『弁護士　―私の人生を変えた首なし事件―』（講談社現代新書　1964年）
  - 『首なし事件の記録——挑戦する弁護士』講談社〈講談社現代新書 332〉、1973年10月28日。NDLJP:12013527。(要登録)（上書の改題）
  - 映画化　『首 (映画)』
- 『近きより　―戦争政策へのたたかいの記録―』（弘文堂　1964年）
  - 『近きより（全5巻）』（旺文社文庫　1979年）（上書の完全版。1999年、現代教養文庫から再版）
- 『八海裁判　有罪と無罪の十八年』（中公新書　1969年）
- 『エン罪の内幕　丸正事件ほか』（三省堂新書　1970年）
  - 『冤罪事件とのたたかい』（現代史出版会　1979年）（上書の増補版）
- 『裁判と悪魔』（合同出版　1971年）
- 『夢日記』（大陸書房　1974年）
- 『弁護士』（旺文社文庫　1980年）
- 『正木ひろし著作集（全6巻）』（三省堂　1987年）（2008年、学術出版会から再版）

## 著書の映画化
- 「真昼の暗黒」（1956年、今井正監督、現代ぷろだくしょん）キネマ旬報ベストテン第1位
  - 原作：『裁判官　-人の命は権力で奪えるものか-』1955年
  - 事件：八海事件
  - 正木ひろし役の俳優（映画上の役名は近藤弁護士）：内藤武敏
- 「首」（1968年、森谷司郎監督、東宝）キネマ旬報ベストテン第5位
  - 原作：『弁護士　-私の人生を変えた首なし事件-』1964年
  - 事件：首なし事件
  - 正木ひろし役の俳優：小林桂樹